# Cuban Fury – Echte Männer tanzen
Cuban Fury – Echte Männer tanzen ist eine britische Romantische Komödie aus dem Jahre 2014. Regie führte James Griffiths, das Drehbuch schrieb Jon Brown und die Hauptrollen spielten Nick Frost, Rashida Jones und Chris O’Dowd. Am 19. Juni 2014 wurde der Film in Deutschland veröffentlicht.

## Handlung
Bruce Garrett war im Teenageralter ein Salsa-Champion. Bruce gab das Tanzen auf, nachdem er von älteren Jungen brutal gemobbt worden war.
Heute arbeitet er als Ingenieur. Als er herausfindet, dass seine neue Chefin, Julia, leidenschaftlich gern Salsa tanzt, beschließt er, dass er sie nur dadurch für sich gewinnen kann, dass er die Kunst des Tanzes wieder erlernt. Er sucht seinen alten Lehrer Ron auf, der ihn zwingt, sich den Gründen zu stellen, aus denen er überhaupt nicht mehr tanzt. Er kämpft mit einem geringen Selbstwertgefühl sowie mit einem mobbenden Kollegen und Rivalen Drew, der Julia ständig beherrscht. Mit Hilfe seiner Salsa-Klassenkameraden, seines Lehrers und seiner ehemaligen Tanzpartnerin, seiner Schwester Sam, fasst Bruce den Mut, alle seine „rostigen“ Tanzschritte neu zu lernen. Als er die Salsa wieder kann, überreden ihn seine Freunde am Salsa-Tanzwettbewerb des örtlichen Nachtclubs teilzunehmen. Er soll Julia einladen seine Tanzpartnerin zu werden. Als er aber zu ihr geht, sieht er den halbnackten Drew hinter ihr. Deshalb geht er, bevor er sie fragt. Währenddessen entdeckt Julia, was Drew vorhat und wirft ihn heraus. Julia folgt Bruce in den Nachtclub, wo er mit Sam kurz vor dem Einzug in die letzte Runde des Wettbewerbs steht. Als er bemerkt, dass Julia ihm in den Club gefolgt ist, ist er hocherfreut und fasst endlich den Mut, sie zum Tanzen aufzufordern. Sie tanzen die letzte Runde des Wettbewerbs, den Bruce verliert, aber sein wahres Ich zurückerhält und schließlich auch Julias Herz gewinnt.

## Kritik
Der Film erhielt gemischte Kritiken. Auf Rotten Tomatoes erhielt der Film 51 Prozent positive Bewertungen von 85 Kritiken mit einer Durchschnittsbewertung von 5,4 von 10.

## Soundtrack
Decca Records veröffentlichte den Soundtrack Cuban Fury am 17. Februar 2014.
| Nr. | Titel                       | Artists                                        | Länge |
| --- | --------------------------- | ---------------------------------------------- | ----- |
| 1.  | Mambo Gozon                 | Tito Puente And His Orchestra                  | 2:48  |
| 2.  | I Believe In Miracles       | Sunlightsquare                                 | 3:55  |
| 3.  | Amor Internacional          | Doble Filo                                     | 4:17  |
| 4.  | Lupita                      | Nico Gomez, His Afro Percussion                | 3:42  |
| 5.  | Aguanile                    | Marc Anthony                                   | 5:16  |
| 6.  | Get It Together             | Daniel Pemberton                               | 3:23  |
| 7.  | Arroz Con Pollo             | Ogguere, Gilles Peterson’s Havana Cultura Band | 4:44  |
| 8.  | Finding The Fury            | Daniel Pemberton                               | 2:32  |
| 9.  | Machito Forever             | Tito Puente                                    | 4:51  |
| 10. | Abre Que Voy                | Miguel Enriquez                                | 5:04  |
| 11. | Descarga                    | Gerardo Frisina                                | 5:00  |
| 12. | Breakin’ Down (Sugar Samba) | Sunlightsquare                                 | 3:21  |
| 13. | Bonito y Sabroso            | Oscar D’León                                   | 3:43  |
| 14. | Que Cosa Tiene La Vida      | Juan Formell, Los Van Van                      | 6:41  |
| 15. | La Banda                    | Spanish Harlem Orchestra                       | 4:49  |